# ArtenFinder
Der ArtenFinder ist eine Internetplattform, auf der registrierte Nutzer Beobachtungsdaten von heimischen Tieren, Pflanzen und Pilzen hauptsächlich in Rheinland-Pfalz und angrenzenden Gebieten zusammentragen. Aktuell (Stand 2020) können rund 17.000 verschiedene Tier-, Pflanzen- und Pilzarten im ArtenFinder gemeldet werden.
Gegründet wurde das Projekt 2011 von der KoNat UG (Koordinierungsstelle für ehrenamtlich erfasste Naturschutzdaten der kooperierenden Naturschutzverbände). Die Partner der gemeinnützigen KoNat UG sind der BUND-Rheinland-Pfalz, der NABU-Rheinland-Pfalz, die POLLICHIA, Verein für Naturforschung und Landespflege und das Land Rheinland-Pfalz, vertreten durch das Ministerium für Umwelt, Landwirtschaft, Ernährung, Weinbau und Forsten. Mit der Beschlussfassung/Sitzung vom 6. Dezember 2019 wurde die Auflösung der KoNat UG bekannt gegeben.
Zum 1. Januar 2020 übernahm die Stiftung Natur und Umwelt Rheinland-Pfalz aufgrund der Auflösung der KoNat die Trägerschaft und Betreuung des ArtenFinder-Projekts. Die Stiftung Natur und Umwelt Rheinland-Pfalz ist eine Stiftung des öffentlichen Rechts. Zu den Aufgaben der Stiftung Natur und Umwelt Rheinland-Pfalz zählt die Gestaltung der nachhaltigen Entwicklung in Rheinland-Pfalz und seiner abwechslungsreichen Kulturlandschaft. Um dies erreichen fördert die Stiftung Natur und Umwelt Rheinland-Pfalz Projekten, die dem Erhalt und der Entwicklung von Natur und Umwelt sowie der Umweltbildung dienen.
Diese Zielsetzung findet sich auch im ArtenFinder-Projekt wieder, mit welchem vorrangig zwei Ziele verfolgt werden.
- Naturinteressierte Bürger, speziell an den heimischen Tieren und Pflanzen interessierte Menschen, zu informieren, zu motivieren und sie anzuleiten, geschützte Arten zu erkennen, sie in das Gemeinschaftsprojekt zu melden und damit einen Beitrag zur Erforschung und zum Schutz der Tier- und Pflanzenwelt (Artenvielfalt) zu leisten.[8]
- Daten von gesetzlich geschützten, wildlebenden Tieren und Pflanzen in Rheinland-Pfalz gemeinsam mit Bürgern zu sammeln und die Meldungen auf ihre Richtigkeit hin zu prüfen, um sie dann u. a. dem behördlichen Naturschutz, den naturforschenden Vereinigungen und dem Verbandsnaturschutz zur Verfügung zu stellen.[8]

Der ArtenFinder gehört zu den Bürgerwissenschafts-Projekten oder auch Citizen-Science-Projekten. Die meisten Daten werden durch die ehrenamtliche/gemeinnützige Beteiligung von Bürgerinnen und Bürgern sowie naturforschender Vereine erhoben. Ähnliche Projekte sind zum Beispiel die bundesweit und darüber hinaus agierende Meldeplattform Naturgucker.de, mit welcher der ArtenFinder eng zusammenarbeitet.
Eine wichtige Besonderheit des ArtenFinders gegenüber anderen Onlinemeldeportalen im deutschsprachigen Raum ist, dass der Staat, im Fall des ArtenFinders das Land Rheinland-Pfalz, direkt am Projekt und der Plattform beteiligt ist. Dadurch hat jeder registrierte Nutzer die Möglichkeit, sich aktiv und direkt am behördlichen Naturschutz zu beteiligen, denn die gewonnenen Daten des ArtenFinders werden nach einer Prüfung durch Fachleute in die Datenbanken des Landes Rheinland-Pfalz übermittelt.
Seit dem Start im Frühjahr 2011 haben sich etwa 3.400 Personen im ArtenFinder-Projekt mit Meldungen beteiligt und rund 650.000 Einzelmeldungen aus über 17.000 verschiedenen Arten zusammengetragen (Stand 2020). Die folgende Tabelle gibt einen Überblick über die Einzelmeldungen pro Jahr.
| Vor 2010 | 8.452  |
| 2010     | 18.666 |
| 2011     | 39.781 |
| 2012     | 62.816 |
| 2013     | 50.928 |
| 2014     | 68.230 |
| 2015     | 74.860 |
| 2016     | 81.344 |
| 2017     | 94.462 |
| 2018     | 85.344 |
| 2019     | 63.153 |

Meldungen sind ebenfalls durch eine App möglich. Diese wurde 2020 erneuert und steht jedem angemeldeten Nutzer zur freien Verfügung. Weitere Informationen und aktuelles zum Artenfinder sind online auf der Internetseite des Artenfinder und der Facebookseite zu finden.